# Helius (Helius) hispanicus
Helius (Helius) hispanicus is een tweevleugelige uit de familie steltmuggen (Limoniidae). De soort komt voor in het Palearctisch gebied.